# Pytshens Kambilo
 (octobre 2021).
La mise en forme du texte ne suit pas les recommandations de Wikipédia : il faut le « wikifier ».
Les points d'amélioration suivants sont les cas les plus fréquents. Le détail des points à revoir est peut-être précisé sur la page de discussion.
- Les titres sont pré-formatés par le logiciel. Ils ne sont ni en capitales, ni en gras.
- Le texte ne doit pas être écrit en capitales (les noms de famille non plus), ni en gras, ni en italique, ni en « petit »…
- Le gras n'est utilisé que pour surligner le titre de l'article dans l'introduction, une seule fois.
- L'italique est rarement utilisé : mots en langue étrangère, titres d'œuvres, noms de bateaux, etc.
- Les citations ne sont pas en italique mais en corps de texte normal. Elles sont entourées par des guillemets français : « et ».
- Les listes à puces sont à éviter, des paragraphes rédigés étant largement préférés. Les tableaux sont à réserver à la présentation de données structurées (résultats, etc.).
- Les appels de note de bas de page (petits chiffres en exposant, introduits par l'outil «  Source ») sont à placer entre la fin de phrase et le point final[comme ça].
- Les liens internes (vers d'autres articles de Wikipédia) sont à choisir avec parcimonie. Créez des liens vers des articles approfondissant le sujet. Les termes génériques sans rapport avec le sujet sont à éviter, ainsi que les répétitions de liens vers un même terme.
- Les liens externes sont à placer uniquement dans une section « Liens externes », à la fin de l'article. Ces liens sont à choisir avec parcimonie suivant les règles définies. Si un lien sert de source à l'article, son insertion dans le texte est à faire par les notes de bas de page.
- La présentation des références doit suivre les conventions bibliographiques. Il est recommandé d'utiliser les modèles {{Ouvrage}}, {{Chapitre}}, {{Article}}, {{Lien web}} et/ou {{Bibliographie}}. Le mode d'édition visuel peut mettre en forme automatiquement les références.
- Insérer une infobox (cadre d'informations à droite) n'est pas obligatoire pour parachever la mise en page.

Pour une aide détaillée, merci de consulter Aide:Wikification.
Si vous pensez que ces points ont été résolus, vous pouvez retirer ce bandeau et améliorer la mise en forme d'un autre article.
Pytshens Kambilo est un guitariste, chanteur, auteur-compositeur-interprète né à Kinshasa au Zaïre (aujourd’hui République démocratique du Congo) en 1977. Il se surnomme «l’alto-chimiste».

## Biographie
Pytshens Kambilo est né en 1977 à Kinshasa.

### Ses débuts
Enfant d’un pays où la musique est reine, Pytshens Kambilo commence sa carrière de musicien à douze ans, comme drummer d’accompagnement sur casiers de bière. S’étant découvert une passion, il joue ensuite plus sérieusement comme batteur dans l’ensemble musical de l’église de son quartier. À 15 ans, alors qu’il s’engage dans des études d’architecture, il saisit sa première guitare et apprend à en jouer en autodidacte. Il travaille pour des groupes de ndombolo, pour Eden musica puis pendant des années avec Jean Goubald, le Georges Brassens du Congo. Il navigue de la rumba au reggae en passant par le jazz et la musique folk. Il collabore avec des musiciens venus d’ailleurs (Liban, Japon, Gabon...),,,,. 

### Carrière solo
En 2004, il se lance en solo en s’étant forgé son propre style, qu’il nomme simplement RAM : Rythmes Afro Métissés. Il sort en 2007 Kobanga Te! (N’aie pas peur!), un premier album autoproduit, puis Ndoa (Mariage) en 2008. À la suite de cela, il circule beaucoup entre le Congo et la France. Après avoir obtenu en 2010 la bourse Ascheberg de l’Unesco valorisant la créativité artistique, il fait une résidence à Montréal pour y créer et monter un spectacle avec des artistes locaux, résidence soutenue par le conseil des arts et des lettres du Québec. Riche de cette nouvelle expérience, il enregistre et produit en 2010 sous le label Uncovers Music Limited un nouvel album : To Loba Vérité (Disons la vérité). Plus rock que le précédent, on y retrouve son instrument fétiche la guitare, mais aussi cette langue, le ndoa qu’il a inventée et qui répond souvent selon lui, mieux à son expression musicale que sa langue natale le lingala ou sa langue adoptive, le français. En 2014, il sort son 4e album : Silikoti (Jeu de corde). Celui-ci comprend plusieurs featuring : Gaëlle Cotte (sa partenaire sur le projet Gatshen’s), So Kalmery, Freddy Masamba, Mounas Johnson mais aussi Gaël Faye avec qui il avait collaboré l’année précédente sur le titre A-France issu du 1er album solo de Gaël Faye Pili pili sur un croissant au beurre,,,,,.

### Collaborations
À côté de sa carrière solo, il collabore dans différents projets avec d’autres musiciens, chanteurs mais également des danseurs.

#### Duo Gatshen’s
Il rencontre Gaëlle Cotte avec qui il crée en 2009 le duo Gatshen’s : une guitare, deux voix, deux cultures. Leurs compositions se dirigent naturellement vers la « chanson franco-congolaise ». Des textes mêlant français, lingala ou encore swahili. En 2010, ils enregistrent leur première maquette, et se produisent dans différents festivals et scènes sur paris et en région. Ils sortent un album éponyme auto-produit en 2014. Ils ont fait près de 200 concerts en France et à l’étranger,.

#### Collaborations musicales
Outre ce duo, Pytshens Kambilo a de nombreuses collaborations à son actif. On peut citer entre autres :
- Jean Goubald : il est pendant plusieurs années guitariste et chef d’orchestre de son groupe
- Yvon Moupala : composition, arrangement, interprète de l’album État d’esprit (2020)
- Sam Tshintu : composition, arrangement, interprète de l’album Eyoma (2019)
- Gaël Faye : co-auteur et interprète de la chanson A-France (album Pili Pili sur un croissant au beurre)
- Soleil Wanga : collaboration, guitare sur la chanson N’tshorr (2018)
- Moli Mokelenge : arrangement, interprète sur la chanson Mapapu (2017)
- Didier Lacoste : composition, arrangement, interprète sur la chanson Djenda (2016)
- Lexxus Legal : composition, guitare, interprète sur la chanson Pole Pole (2007)

#### Participation à des spectacles
Il collabore également avec d’autres univers artistiques :
- Chef d’orchestre et guitariste sur le spectacle Second souffle avec le contre-ténor Serge Kakudji et le danseur Delavallet Bidiefono (création 2020-2021) [12]
- Il assure la création musicale et est guitariste dans le spectacle Voix intérieures (manifeste) d’Yves Mwamba (création 2020) [13]
- Il travaille avec Faustin Linyekula sur la performance the Kin-Philly Connexion (2015) et la création le Cargo (2015)

### Festival Lindanda
Pytshens Kambilo a initié le festival Lindanda, un festival de musique qui met au premier plan des instrumentistes, particulièrement des guitaristes ; lindanda voulant dire guitare en lingala. La 1re édition se déroule à Kinshasa en 2009 avec un concours de guitare. Le festival s’étoffe par la suite pour prendre la forme d’un concours de guitare assorti de trois jours de festivités et d’ateliers avec des musiciens lors des éditions 2010 et 2011 se tenant à Kinshasa mais aussi à Lubumbashi,. 
Une nouvelle édition devrait se tenir en 2022 et pourrait revenir ensuite de façon annuelle.

## Discographie
- Kobanga Te ! - 2007
- Ndoa - 2008
- To Loba Vérité - 2010
- Silikoti - 2014 [7]

## Distinctions
- Sélection de la Sacem avec l’album Silikoti en 2014
- Lauréat du prix UNESCO – Ascheberg 2010
- Meilleur artiste d’Afrique central Afro pépites show en 2010
- Finaliste de Talents acoustic TV5 Monde 2011(avec Gatshen’s)
- Lauréat du prix Claude - Maille en 2011 (avec Gatshen’s)
- Prix de la Sacem de la création 2009[16] (composition originale - avec Gatshen’s)